# Gare centrale d'Augsbourg
La gare centrale d'Augsbourg, (en allemand : Augsburg Hauptbahnhof), est une gare ferroviaire allemande, située au centre-ville d'Augsbourg, dans le land de la Bavière.

## Histoire
La gare possède l'une des plus anciennes halles subsistant en Allemagne; elle a été construite entre 1843 et 1846 d'après les plans de l'architecte Eduard Rüber (de). Elle a été reconstruite en 1869 selon les plans de Georg Friedrich Christian Bürklein (de). La gare joue aujourd'hui le rôle de hub ferroviaire pour l'aire métropolitaine d'Augsburg et la Souabe bavaroise. Elle est actuellement en cours de modernisation et une station souterraine de tramway est en cours de construction sous la gare.

## Situation
La gare se trouve sur les lignes Munich-Augsbourg (de) et Augsbourg-Ulm (de) ; elle est reliée par des services ICE et IC vers Munich, Berlin, Dortmund, Frankfurt, Hambourg et Stuttgart. En outre, des TGV et des Railjet assurent des relations vers Budapest, Paris et Vienne. Les liaisons ferroviaires seront substantiellement améliorées par la création de la Magistrale européenne.
Le Augsburger Verkehrsverbund (de) (syndicat des transports d'Augsbourg, en abrégé AVV), exploite sept lignes de Regionalbahn depuis la gare principale vers :
- Mammendorf
- Schmiechen
- Aichach / Radersdorf
- Donauworth
- Dinkelscherben
- Schwabmünchen
- Klosterlechfeld.

À partir de 2008, les services régionaux sont exploités à des fréquences de type S-Bahn et doivent être développés à long terme dans le cadre du S-Bahn d'Augsbourg.

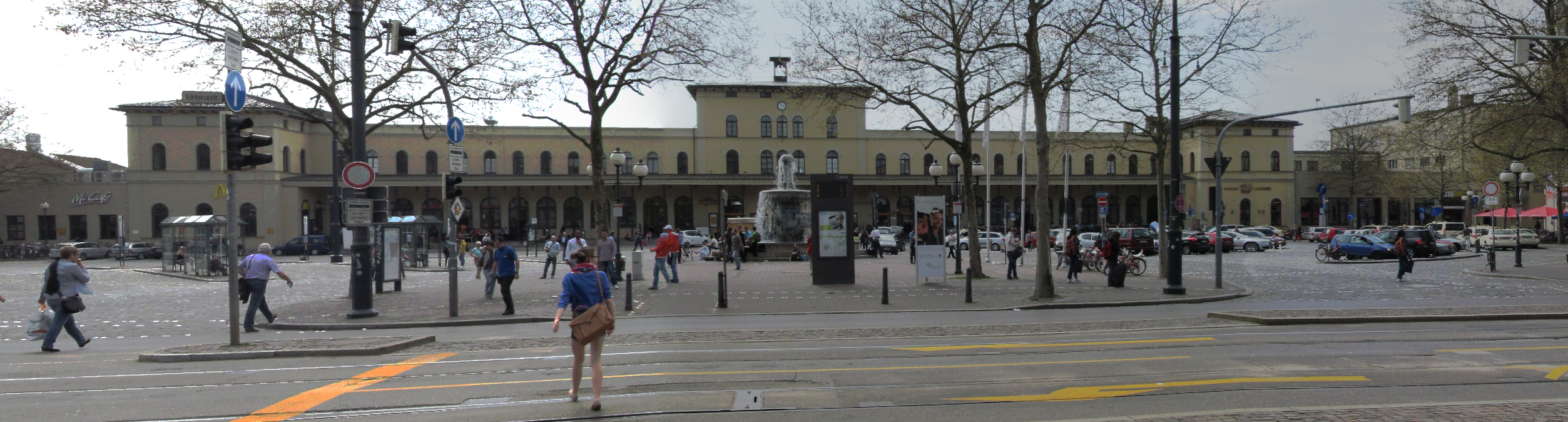
Gare centrale d'Augsbourg